# Erix Logan
Pour les articles homonymes, voir Logan.
Erix Logan est un illusionniste italien qui a reçu le Mandrake d'or en 1996, 2001 et 2014.